# Back from Hell (album Run-D.M.C.)
Back from Hell – piąty studyjny album amerykańskiego zespołu hip-hopowego Run-D.M.C. Został wydany w 1990 roku nakładem wytwórni Profile Records.

## Lista utworów
1. „Sucker D.J.’s” 0:51
2. „The Ave.” 4:06
3. „What’s It All About” 3:23
4. „Bob Your Head” 3:47
5. „Faces” 4:12
6. „Kick The Frama Lama Lama” 3:10
7. „Pause” 4:38
8. „Word Is Born” 2:54
9. „Back from Hell” 2:59
10. „Don’t Stop” 4:37
11. „Groove to the Sound” 3:34
12. „P Upon a Tree” 0:45
13. „Naughty” 4:09
14. „Livin’ in the City” 1:04
15. „Not Just Another Groove” 4:17
16. „Party Time” 4:35